# Томаш Янік
Томаш Янік (пол. Tomasz Janik) (1970) — польський дипломат. Генеральний Консул Республіки Польща у Луцьку (2007—2011).

## Життєпис
Народився в 1970 році. Вищу освіту отримав, навчаючись на історичному відділі Ягеллонського університету. У 2006 році отримав другу вищу освіту, навчаючись на факультеті права та адміністрації Лодзького університету.
У 1996—1997 роках працював вчителем історії та суспільствознавства в одному із ліцеїв Кракова. В 1997—1999 роках підвищував кваліфікацію в Крайовій школі публічної адміністрації, де в рамках навчання стажувався в канцелярії Прем'єр-міністра Польщі, а пізніше в Польській амбасаді в Франції. В 1999 році став головним спеціалістом Департаменту громадянських справ при Міністерстві внутрішніх справ та адміністрації. З 2001 року почав працювати в Управлінні по справах репатріації та чужоземців. У 2007—2011 рр. — Генеральний консул Республіки Польща у Луцьку, Україна.